# Dave Jamerson
John David Jamerson, detto Dave (Clarksburg, 13 agosto 1967), è un ex cestista statunitense, professionista nella NBA.

## Carriera
È stato selezionato dai Miami Heat al primo giro del Draft NBA 1990 (15ª scelta assoluta).
Con gli Stati Uniti ha disputato i Giochi panamericani di Mar del Plata 1995.

## Palmarès
- Miglior tiratore di liberi CBA (1994)